# La la laj
La la laj ist ein Lied der polnisch-tschechischen Pop-Rock-Sängerin Ewa Farna in tschechischer Sprache. Veröffentlicht wurde der Titel 2007 als zweite Singleauskopplung aus Farnas zweitem Studioalbum Ticho (2007). Geschrieben wurde der Song von Marek Dutkiewicz, Honza Ponocný und Ewa Farna. In Polen erschien eine polnische Version des Liedes im Februar 2010 als dritte Singleauskopplung aus Farnas vierten Studioalbum Cicho (2009).

## Text
Die erste Strophe lautet im tschechischen Original:

„Manchmal denke ich, dass ich zu den alten Zeiten gehöre, ich gehe hin und her, so wie ich mich fühle, ich fliege dem Blumenduft hinterher, ich fühle die Tränen und jeden Moment verschwindet die Sonne.“
Die polnische Version stimmt überwiegend mit der tschechischen Version des Liedes überein:

„Mit der Zeit denke ich, dass es nicht zu dieser Zeit passt. Ich schließe die Augen, und eine andere Welt öffnet sich, ich renne durch das Meer, den Blumen geht das Weinen aus, auf dem Gesicht ist die Sonne, die Sonne streichelt.“
| „Někdy se mi zdá, že patřím do dávný doby Chodím sem a tam tak, jak se cítit mám Letím za vůní květů, cítím pláč a každou chvíli i slunce zmizí“ – La la laj (CZ) | „Czasem myślę, że Nie pasuję do tych czasów. Zamknę oczy i inny otwiera się świat przez morze biegnę kwiatów gaśnie płacz po twarzy słońce,słońce gładzi” – La la laj (PL) |

Der Refrain ist in beiden Sprachen gleich, er besteht hauptsächlich aus La la la la la la laj.
Farna sagte folgendes über das Lied:

„‚La La Laj‘ jest o tym, że czasami czuję się jakbym żyła w innym świecie i w ogóle o świecie. Nie jest to utwór o żadnym konkretnym przypadku, każdy może go sobie dopasować do własnego życia i sytuacji. Będę bardzo szczęśliwa, gdy piosenka się spodoba.”

„‚La la laj‘ erzählt davon, dass ich mich mit der Zeit so fühle, als ob ich in einer anderen Welt leben würde und überhaupt in einer anderen Welt bin. Das Lied behandelt kein bestimmtes Ereignis, jeder kann sich dieses an sein eigenes Leben und seine eigene Situation anpassen. Ich wär sehr glücklich, wenn das Lied gut ankäme.“

## Musikvideo und Liveauftritte
Das Musikvideo zur tschechischen Version des Liedes erschien 2007. Das Video zur polnischen Version erschien am 5. März 2010 auf Interia.pl. In der polnischen Version des Videos sitzt Farna in einem Zimmer, das Video läuft mit hoher Geschwindigkeit ab. Dies soll das wahre Leben darstellen, indem die Zeit schnell vergeht. In den polnischen Videocharts hielt sich das Video 12 Wochen in den Top 5.
Am 23. April 2010 sang Farna mit der polnischen Band Kombii die Lieder La la laj und Black & White bei den Eska Music Awards 2010.

## Chartplatzierungen
| Jahr | Titel Album     | Höchstplatzierung, Gesamtwochen, AuszeichnungChartsChartplatzierungen (Jahr, Titel, Album, Platzierungen, Wochen, Auszeichnungen, Anmerkungen) | Anmerkungen                                     |
| Jahr | Titel Album     | CZ | Anmerkungen                                     |
| ---- | --------------- | --- | ----------------------------------------------- |
| 2007 | La la laj Ticho | CZ8 (17 Wo.)CZ | Erstveröffentlichung: 2007 tschechische Version |